# Mesothorax

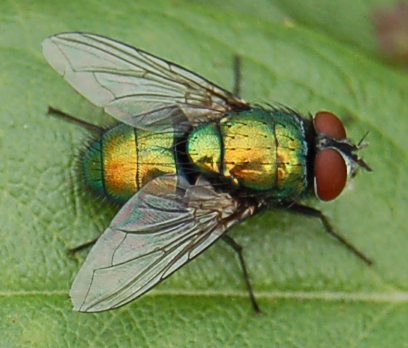
Det mittersta av mellankroppens segment är mesothorax.

Mesothorax är det mittersta av mellankroppens tre kroppssegment på en insekt. Mesothorax bär det andra benparet på insekten. På flygande insekter bär mesothorax även framvingarna. Hos vissa insekter är framvingarna särskilt tjocka och kallas för täckvingar. Ett exemplet på insekter med täckvingar är skalbaggar. Hos vridvingar är framvingarna ombildade till svängkolvar. Tvåvingar har enbart ett främre vingpar, hos dessa är det det bakre vingparet som är ombildat till svängkolvar.
Ryggplåten som hör till detta segment kallas mesonotum, bukplåten mesosternum och sidoplåtarna mesopleuron.